# Alleyras
Alleyras ist eine französische Gemeinde mit 153 Einwohnern (Stand 1. Januar 2022) im Département Haute-Loire in der Region Auvergne-Rhône-Alpes. Sie gehört zum Arrondissement Le Puy-en-Velay, zum Gemeindeverband Pays de Cayres et Pradelles sowie zum Kantonen Velay volcanique.

## Geographie
Die Gemeinde liegt  im Tal des Allier, rund 170 Kilometer südwestlich von Lyon.

## Bevölkerungsentwicklung
| Jahr                       | 1962 | 1968 | 1975 | 1982 | 1990 | 1999 | 2009 | 2017 |
| Einwohner                  | 375  | 379  | 342  | 290  | 232  | 231  | 173  | 161  |
| Quellen: Cassini und INSEE |      |      |      |      |      |      |      |      |

## Verkehr
Die Cevennenbahn zwischen Clermont-Ferrand und Nîmes hat einen Haltepunkt im Ort.